# 釘爆弾
釘爆弾 (nail bomb) は、釘を充填し殺傷能力を高めた対人爆弾である。釘が手榴弾の破片の役割を担い、人が住むエリアにおいては、爆発単体よりも、ほぼ確実に死傷者を増やす。釘爆弾はある種のフレシェット弾でもある。被害半径を広めるため、釘の代わりに、鉄球・ネジ・針・壊れた剃刀・ダーツの矢が使われることもある。
釘爆弾は多くの場合、混雑した場所での死傷者を増やすためにテロリスト、特に自爆テロリストが使う。電磁気センサーと一般的な金属探知機を使って発見できる。